# Астрагал бледноватый
Астрага́л бледнова́тый, или Астрага́л бледне́ющий, или Астрага́л бле́дный (лат. Astragalus pallescens) — многолетнее травянистое растение; вид рода Астрагал (Astragalus) семейства Бобовые (Fabaceae).

## Ботаническое описание
Прямостоячий полукустарничек высотой 15-35 см с мощным разветвлённым подземным стволиком и надземными древеснеющими в основании побегами. Стебли приподнимающиеся, тонкие, листья с черешками и 5-6 парами линейных или линейно-продолговатых листочков. Соцветия — овальные рыхлые кисти, в 3 раза длиннее листьев. Чашечка трубчатая, 12-13 мм, полуоттопыренно или полуприжато бело- и чернопушистая. Венчик беловатый, иногда желтоватый, с флагом 20-23 мм, бобы сидячие, линейно-продолговатые, с шиловидным носиком.

## Распространение и местообитание
Республика Молдова, юго-восток Украины, европейская часть России.

## Охранный статус

### В России
В России вид входит в Красную книгу Воронежской области.

### На Украине
Решением Луганского областного совета № 32/21 от 03.12.2009 г. входит в «Список регионально редких растений Луганской области».
Также входит в Красные книги Донецкой и Харьковской областей.